# The Stranger (film, 2022)
Pour les articles homonymes, voir The Stranger.
 (mai 2022).
Si vous disposez d'ouvrages ou d'articles de référence ou si vous connaissez des sites web de qualité traitant du thème abordé ici, merci de compléter l'article en donnant les références utiles à sa vérifiabilité et en les liant à la section « Notes et références ».
Pour plus de détails, voir Fiche technique et Distribution.
The Stranger est un thriller policier australien réalisé par Thomas M. Wright et sorti en 2022.
Il est présenté dans la section Un certain regard au festival de Cannes 2022. Il connait une sortie limitée dans les cinémas de certains pays avant une diffusion mondiale sur Netflix.

## Synopsis
Henry et Mark vont se lier d'amitié. Mais ce que Henry ne sait pas, c'est que Mark est en réalité un agent infiltré qui cherche à le faire condamner pour un meurtre non résolu. Ce qui va bouleverser leurs vies à tout jamais.

## Fiche technique
Sauf indication contraire, les informations mentionnées dans cette section peuvent être confirmées par la base de données cinématographiques IMDb,  présente dans la section « Liens externes ».
- Titre original : The Stranger
- Réalisation et scénario : Thomas M. Wright
- Musique : Oliver Coates
- Direction artistique : David Ockenden
- Décors : Leah Popple
- Costumes : Marriot Kerr
- Montage : Simon Njoo
- Photographie : Sam Chiplin
- Production : Iain Canning, Joel Edgerton, Rachel Gardner, Kim Hodgert, Kerry Kohansky-Roberts et Emile Sherman
  - Production exécutive : Morgan Emmery, Simon Gillis, Jean-Charles Levy, Thorsten Schumacher et Lars Sylvest
- Sociétés de production : Anonymous Content et See-Saw Films
- Pays de production :  Australie
- Langue originale : anglais
- Format : couleur
- Genre : drame, policier, thriller
- Durée : 116 min[1]
- Dates de sortie :
  - France : 20 mai 2022 (festival de Cannes)
  - Australie : 6 octobre 2022 (sortie limitée en salles)
  - Monde : 19 octobre 2022 (Netflix)

## Distribution
- Joel Edgerton (VF : Laurent Maurel) : Mark Frame
- Sean Harris (VF : Florian Wormser) : Henry Teague
- Ewen Leslie : Milliken
- Jada Alberts (VF : Anne Dolan) : Det Rylett
- Steve Mouzakis : Paul
- Fletcher Humphrys : L'inspecteur Ikin
- Terence Crawford : Sewell
- Simon Elrahi (VF : Charles Mendiant) : Un lieutenant
- Stephen Leeder
- Alan Dukes : John
- Michael Constantinou : James Burke
- Matthew Sunderland
- Anni Finsterer
- Peta Shannon : Detective E

 Source et légende : version française (VF) sur RS Doublage

## Distinction
- Festival de Cannes 2022 : Sélectionné dans la section Un certain regard[1]